# Mutism
Mutism innebär en psykiskt eller fysiskt framkallad oförmåga att tala - stumhet. Mutism kan orsakas av psykologiska, psykiatriska eller neurologiska störningar/sjukdomstillstånd. Ordet mutism härstammar från det latinska ordet mutus, som betyder tyst.
När mutism har psykiska orsaker är det en allvarlig form av psykomotorisk hämning som kan förekomma tillsammans med katatoni.

## Selektiv mutism
Selektiv mutism kallas en störning som framträder hos barn, vilka har förmåga att tala, men som misslyckas med att tala i vissa situationer. Selektiv mutism anses ha samband med hög ångestnivå. Det är även vanligt hos barn med autism eller autistiska drag.

## Kataton mutism
Kataton mutism förekommer vid katatoni, det vill säga allvarliga störningar i muskelspänning och rörelsemönster. Kataton mutism vid psykos kan tillfälligt avta i samband med injektion av lugnande medicin såsom barbiturat i en ven. Metoden används för att särskilja psykiatriska orsaker till mutismen från neurologiska.

## Akinetisk mutism
Akinetisk mutism är vanlig vid många svåra neurologiska sjukdomstillstånd. Akinesi betyder oförmåga att påbörja rörelser beroende på hjärnskador. Akinetisk mutism förekommer bland annat vid demenstillstånd, efter hjärnblödning alternativt blodpropp i hjärnan, hjärntumör och förgiftning med kolmonoxid.